# Omiš
Omiš (olaszul: Almissa) város Horvátországban, Split-Dalmácia megyében.

## Fekvése
Splittől 25 km-re délkeletre a Cetina folyó adriai torkolatánál, a 8-as számú főút mentén fekszik.

## A község települései
Omiš városán kívül közigazgatásilag Blato na Cetini, Borak, Čelina, Čisla, Donji Dolac, Dubrava, Gata, Gornji Dolac, Kostanje, Kučiće, Lokva Rogoznica, Marušići, Mimice, Naklice, Nova Sela, Ostrvica, Pisak, Podašpilje, Podgrađe, Putišići, Seoca, Slime, Smolonje, Srijane, Stanići, Svinišće, Trnbusi, Tugare, Zakučac és Zvečanje települések tartoznak hozzá.

## Története
A várost az illírek alapították, majd a Római Birodalom hódította meg. A rómaiak Oneum néven alapítottak itt várost, mely a 7. századig állt fenn. Az ókori város központja a Cetina keleti partján a mai Baučić városrészen volt, ahol számos ókori töredék, domborművek, feliratos kövek, sírkövek, mécsesek és pénzérmék kerültek elő. A legjelentősebb leleteket a városi múzeumban őrzik. Ezek közül kiemelkednek Tiberius és Claudius feliratos kövei, melyek valamilyen fontos középületen álltak és a város 1. századi jelentőségéről tanúskodnak. A leletek közül említésre méltó még Tiberius császár márvány portréja és egy Augustusnak szentelt áldozati oltár jelentős töredéke. A régi omiši temetőből több római sírkőlap és szarkofág is előkerült. A római várost valószínűleg a 7. században betört avarok és a velük szövetséges pogány szlávok rombolták le. A 9. -10. században területét a neretvánok, egy tengeri kalóznép szerezték meg, akik megerősítették a települést. Ekkor épült a Cetina jobb partján álló 10. századi román stílusú Szent Péter templom. A város első írásos említése 1074-ben a Supetari krónikában történt. A középkorban épült két erődítménye a Mirabela (Peovica) és a Starigrad (Fortica). A Peovicáról az egész várost be lehetett látni, a Forticáról pedig a Brači-csatorna, Brač, Hvar és Šolta szigetei, a Poljicai Köztársaság területe és a Cetina torkolatvidéke volt jól ellenőrizhető. A neretvánok különleges felépítésű evezős hajókat használtak, melyek leglényegesebb tulajdonsága az volt, hogy a sekély vizeken, gázlókon is jól lehetett velük hajózni. Így veszély esetén gyorsan be tudtak menekülni a Cetina széles torkolatába. Itt a víz alatt falat építettek, melynek csak egy kijárata volt a tengerre, amelyet lánccal lehetett elzárni. Így a kalózokat üldöző ellenséges hajókat meg tudták akadályozni a további haladásban. A Cetina bal partján a Gomilicán egy kis erőd is állt, amely ma már romokban áll, de akkor a fallal együtt jelentős szerepe volt a folyótorkolat védelmében. A neretvánok megtámadták a pápai gályákat és a nagyobb velencei kereskedelmi hajókat egyaránt, de nem kímélték a gazdag tengermelléki városok hajóit sem. Ezek aztán arra kényszerültek, hogy a béke fejében hadisarcot fizessenek a kalózoknak. Megtörésükre két nagyobb hadjárat is indult. Az elsőt 1221-ben III. Honorius pápa indította a Szentföld felé vonuló keresztesekkel, de ez sikertelenül végződött. Végül 1286-ban a Velencei Köztársaság és a környező városok, Trau, Sibenik és Klissza összefogtak és a kalózokat elűzték innen. Omiš vára 1294-ben a Subicoké volt, majd 1355-ben Hahót Miklós bán foglalta el, ezután királyi vár a magyar uralkodók fennhatósága alatt. 1386-tól a Horvátiaké, de 1394. júniusában Dabiša bosnyák király Horváti Jánost kiostromolja. Ezután a Gariaké, de 1401-ben a spalatóiak elfoglalják. Később Hervojáé, majd Nelipčić Jánosé. 1436-tól újra magyar királyi birtok. 1444-ben a velenceiek foglalták el a várost, melyet a török sohasem tudott bevenni, így a környező területeknek biztonságot nyújtott. A velencei uralom idején a város a védőfalakon belül fejlődött, melyek három oldalról övezték, míg a negyedik oldalon a hegyek nyújtottak természetes védelmet. A falak egészen a 19. századig, 1862-ig álltak, amikor nagyrészt lebontották őket, de néhány helyen ma is láthatók maradványaik. Lakói ebben az időszakban főként a halászatból éltek, melynek hasznai után a velenceieknek tizedet fizettek. A halászati jogok miatt gyakran kerültek összetűzésbe a kezeli Brać-sziget halászaival. Az 1725-ös összeírás szerint Omišon 147 házban 603 lakos élt. A Velencei Köztársaság megszűnésével 1797-ben osztrák kézbe került. 1805-ben a pozsonyi békével Dalmáciával együtt az osztrákokat legyőző franciák uralma alá került, de Napóleon lipcsei veresége után 1813-ban újra az osztrákoké lett. Ebben az időszakban a hajózás hanyatlása miatt korábbi jelentőségét elveszítette. 1840-ben mindössze 761, 1857-ben 575, 1910-ben 1014 lakosa volt. 1900 körül épültek fel az első házak a folyón túli Prikón, ahol 1907-ben már 5 család élt 22 fővel. 1918-tól a Szerb-Horvát-Szlovén Királyság, majd Jugoszlávia része, egészen a független horvát állam kikiáltásáig. A városnak 2011-ben 6462 lakosa volt.

## Lakosság

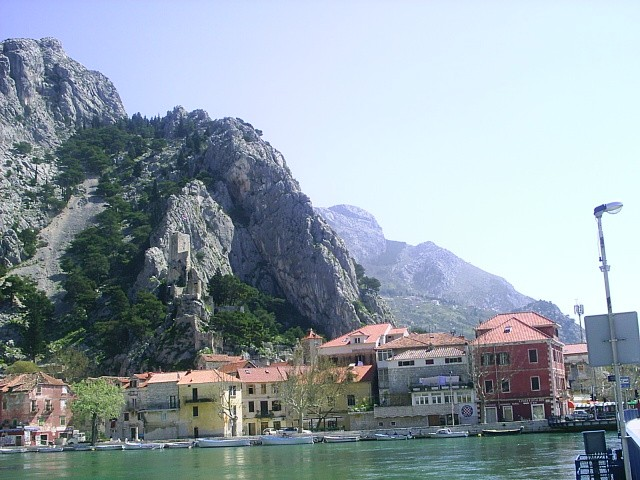
Látkép a Mirabela erőddel

| Lakosság változása | Lakosság változása | Lakosság változása | Lakosság változása | Lakosság változása | Lakosság változása | Lakosság változása | Lakosság változása | Lakosság változása | Lakosság változása | Lakosság változása | Lakosság változása | Lakosság változása | Lakosság változása | Lakosság változása | Lakosság változása |
| ------------------ | ------------------ | ------------------ | ------------------ | ------------------ | ------------------ | ------------------ | ------------------ | ------------------ | ------------------ | ------------------ | ------------------ | ------------------ | ------------------ | ------------------ | ------------------ |
| 1857               | 1869               | 1880               | 1890               | 1900               | 1910               | 1921               | 1931               | 1948               | 1953               | 1961               | 1971               | 1981               | 1991               | 2001               | 2011               |
| 575                | 821                | 771                | 851                | 936                | 1.014              | 1.439              | 1.854              | 1.506              | 1.651              | 2.408              | 3.731              | 4.800              | 6.079              | 6.565              | 6.462              |

## Nevezetességei
- A Szent Péter templom[5] 10. századi, első említése 1074-ben a Supetari krónikában történt, melyben Szlavics horvát király egy birtokvitában ítélkezik. Ekkor a király a bánnal együtt itt tartózkodott. A 18. századig papi szeminárium működött itt, majd 1750-től átköltözött a mellette ma is álló épületbe. A szeminárium épülete egy régi bencés, majd ferences kolostor romjaira épült és megszakításokkal 1879-ig működött.
- A tengerparton 311 m magas sziklán állnak Omiš középkori várának, a Forticának (Starigrad)[6] maradványai. A város központjából jól megjelölt ösvény halad az erődig, ahonnan az egyik legnagyszerűbb kilátás nyílik Dalmáciának erre a részére, Brač, Hvar és Šolta szigeteire, a Cetina szurdokára és Poljica nagy részére. A Fortica amellett hogy őrhely volt menedékhelyül is szolgált a támadó ellenséggel szemben. Erről a helyről már idejekorán észlelték a közeledő ellenséget és nagyban hozzájárult ahhoz, hogy Omišt története során sohasem tudták elfoglalni.
- A Mirabela-erőd[7] a város védelmi rendszerének része volt. Felépítése a 13. században történt, melyet megerősíteni látszik néhány itt talált 13. századi bizánci pénzérme. Kezdetben elsősorban őrtoronyként működött, ahonnan a Braći-csatorna forgalmát tartották megfigyelés alatt. A későbbi századok során fontos szerepet játszott a város és környéke védelmében. Miközben azonban sikeresen ellenállt az emberi erőnek természet erői ellen már nem volt olyan ellenálló. 1988-ban a hegytetőn álló erődbe villám csapott és majdnem teljesen lerombolta. A következő években sikerült eredeti állapotában rekonstruálni. A Mirabela ma a város egyik legfontosabb szimbóluma és egyedülálló formája, könnyű megközelíthetősége miatt a turisták egyik legkedveltebb célpontja. Az óváros Szent Mihály templomától lépcsősor vezet fel a bejáratáig.
- A Mihály arkangyal plébániatemplom[8] a város központjában áll. A 13. században épített templom első írásos említése egy 1282. január 10-én az előtte levő téren megkötött szerződésben történik. II. Pius pápa 1461. február 9-én kelt levelében Omiš plébániatemplomaként említi. A 16. században a török támadásokban megrongálódott, de helyreállították. 1603-ban három oltára volt, a főoltár Szent Mihály, a mellékoltárok az Úr feltámadása és a Rózsafüzér királynője tiszteletére voltak szentelve. Ez a templom azonban kicsinek bizonyult az itt élők számára, ezért már 1604-ben nagyobb templom építésébe kezdtek. Ekkor épült fel a mai templom finoman faragott kövekből, szép főkapuzattal és oldalkapukkal, vegyesen alkalmazva a gótika, a reneszánsz és a barokk stílus elemeit. Boltozata gótikus, de a gótikus rozetta már reneszánsz motívumokat is tartalmaz. Hosszúsága 23 és fél, szélessége 15, magassága 7 és fél méter. Felszentelését Ponzoni érsek végezte 1627. június 17-én. Harangtornyát 1724-ben építették. A főoltár a Legszentebb Oltáriszentség tiszteletére van szentelve, eléje 1970-ben készült a szembemiséző oltár. A templomnak hat mellékoltára volt, melyeket testvériségeik gondoztak. A mellékoltárok közül fennmaradt a 17. század első negyedében épített Szent Kereszt oltár, a Nepomuki Szent János oltár, valamint a Szűz Mára és Szent Mihály oltárok, melyek Ivan Rednić szobrászművész alkotásai 1897-ből. Ekkor történt a templom felújítása is. Ezután még 1961-ben, 1970-ben és 1992-ben is renoválták. Az orgona 1792-ben készült, Gaetano Moscatelli velencei mester alkotása, melyet 1996-ban Heferer zágrábi műhelyében restauráltak. A templom felszereléséből említésre méltó két 15. századi gótikus feszület és a Szent Kereszt oltár gótikus feszülete Juraj Petrović kanonok munkája.
- A Szentlélek templom[9] 1585-ben épült reneszánsz stílusban, a Szentlélek testvériség főnökének Marko Deškovićnak a kezdeményezésére. Mindez a templom homlokzatának feliratán olvasható. Homlokzatán román-gótikus rozetta látható, a felette levő harangtorony reneszánsz, benne három haranggal. A helyén korábban is egy Szentléleknek szentelt templom állt, melyet 1461-ben és 1527-ben is említenek. Oltárképe a Szentlélek eljövetelét ábrázolja, ifjabb Jacopo Palma itáliai festőművész 1603 előtt készült alkotása. Ma kiállítóterem van benne.
- A Szent Rókus templom a régi városközpontban, az egykori nyugati városkapu közelében található. Az 1579-es vizitáció már említi, tehát előbb épült. Az azonos nevű testvériség temploma volt. Ide hozták át 1961-ben azt a barokk oltárt, amelyet a 18. században a prikói Szent Péter templomnak építettek. A templomot és az oltárképet 1998-ban restaurálták.
- A „Szerencsés ember háza” egyike a város különös épületeinek. Nevét a kapuja feletti latin nyelvű feliratról („Gratias Ago Tibi Dne quia fui in hoc Mondo”) kapta, melynek jelentése „Köszönöm Neked Uram, hogy ezen a világon éltem.” A ház valószínűleg Ivan Primojević ügyvédé volt, aki a város velencei követe volt. Sajnos ma már nem sokat tudunk e szép reneszánsz épület tulajdonosának származásáról, de a ház amelyben élt hosszú századokon át megmaradt és ma a város legszebb olyan építészeti emléke, mely a velencei uralom idejéből származik. A 16. századi épület földszintjén a napi tartózkodásra szolgáló helyiségek, az első emeleten a hálószobák, a legfelső szinten pedig a konyha található. Ez az elrendezés az akkoriban gyakori tűzeseteknek köszönhető. A tűz ugyanis legtöbbször a konyhában ütött ki és ha az a földszinten volt az egész ház leégett. A konyha emeleti elhelyezése azt szolgálta, hogy tűz esetén csak a felső rész pusztult el, így könnyebb volt újjáépíteni. A „Szerencsés ember háza” talán pontosan ezért maradhatott fenn szerencsésen a századokat átvészelve.

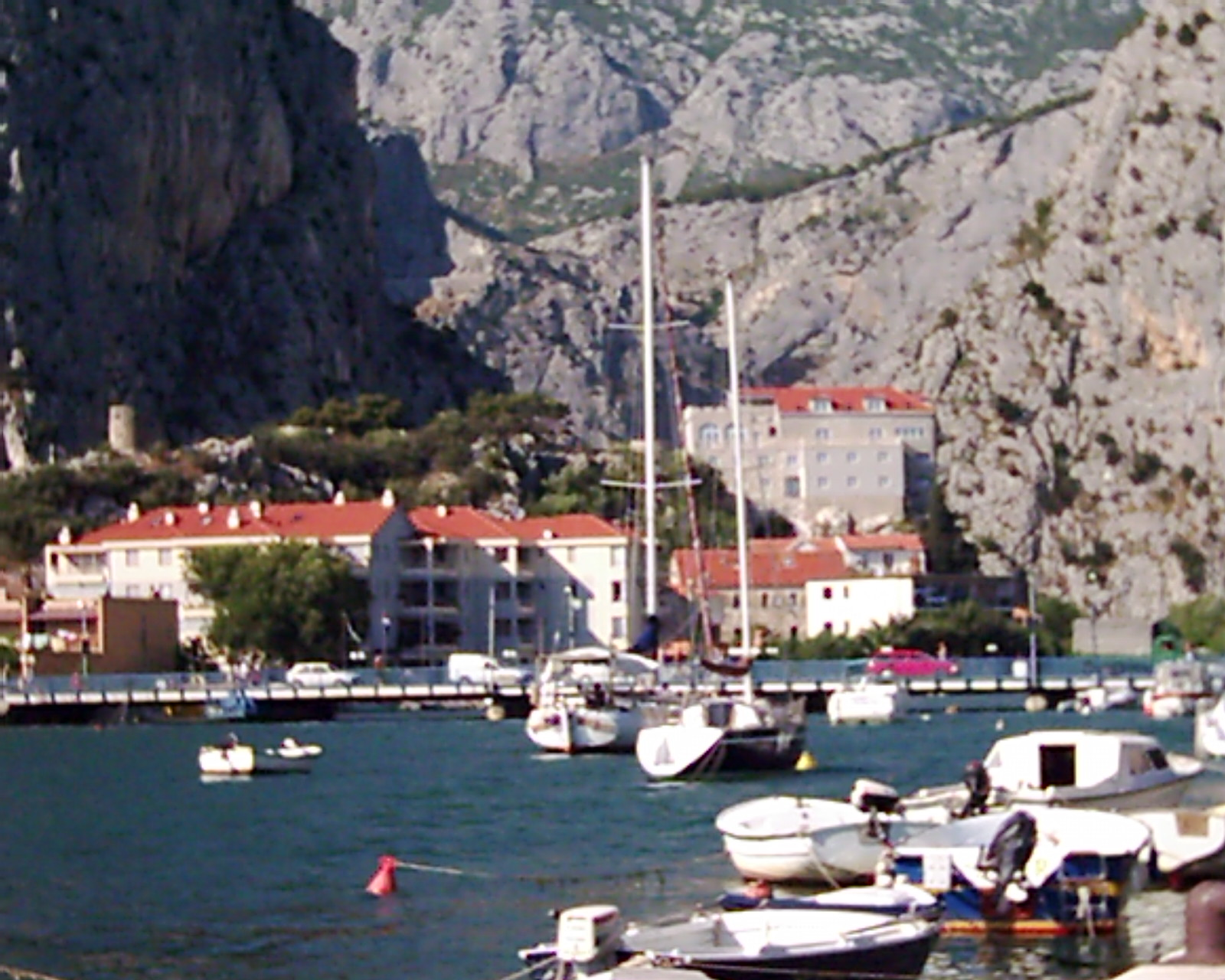
A kikötő

- A Caralipeo család háza[10] a 17. században épült. A kora barokk épület a legelső házak egyike, melyet a nyugati városfalhoz építettek. Az elegáns kétemeletes balkonos épületen emléktábla áll, amelyet Paolo Caralipeo emlékére helyeztek el a folyópart szabályozásában 1811-ben vállalt szerepéért.
- A Poljički tér a település fő piaca és vásártere volt. Mai reprezentatív formáját a 17. században nyerte el, míg folyóparti részét 1811-ben rendezték. A Molina kormányzó címerével ellátott zászlótalapzat 1671-ben épült és nemcsak hirdetési célokra, hanem kisebb büntetések végrehajtására is szolgált.
- A keleti városkapu a 16. században épült. A város szárazföld felőli kapuja a keleti városfal szakaszával jó állapotban maradt fenn. Innen a nyugati városkapuig vezet a Pjaca, a város főutcája. A kapu felett látható 1682-es évszám a kapu velencei uralom alatti utolsó építési munkálatait jelzi.
- A Fosal a város sétálóutcája a 19. század második felében alakult ki a városfal előtti vizesárok helyén.
- A Kórusfesztiválok házát a 16. században építették. Az egyemeletes, monofórás épületen a Tomadelli család címere látható. A címerben látható kereszt miatt a köznép püspöki palotának is nevezi. A bejárat felett a Caralipeo-Despotović család címere látható.
- A Turjun-bástya a városfal fennmaradt délkeleti, négyszögletes bástyája, mely megmaradt a délkeleti fal lebontása után. Mellette található a Vrata os vrtova, azaz a kertek kapuja, mely a Punta-félszigeten fekvő mezők és kertek felé vezetett. Homlokzatán fennmaradtak a különböző korokból való velencei címerek.
- A velencei uralom alatti városi loggia és irattár kétemeletes épületének oldalán látható befalazva a város címere. Az épületen egy 1594-ből származó feliratos tábla is látható „Bonum de mero bono” (A jó a tiszta jóból jön”) felirattal.
- A nyugati városkapun található felirat a kapu és a városfal 1541-es építéséről tanúskodik. Oldalt Lorenzo Mini kormányzó és Omiš címere látható.
- A Cetina torkolatát zárta le a „Mostina”, az a víz alatti fal, melyen át csak a neretvánok sekély hajói ismereték az utat. Egyetlen bejáratát lánccal lehetett elzárni. Így a kalózokat üldöző ellenséges hajókat meg tudták akadályozni a további haladásban.
- A régi omiši temetőben[11] található a Szent Lukács templom, melyet 1618-ban építettek. Az egyhajós, apszis nélküli, boltozatos épület a Bonitio – Drašković család mauzóleuma. Itt áll a Havas boldogasszony templom is, amely ókeresztény templom alapjaira épült. A mai templom 1623-ban a régebbi templom bővítésével épült, amelyet már 1527-ben említenek. Mai homlokzata a kapuzattal, a rozettával és a harangtoronnyal 1749-ben készült. A szakemberek feltételezik, hogy az apszis a régi templomból maradt fenn. Az apszis részben egy 5. vagy 6. századi ókeresztény templom alapjaira épült. A temetőben hat római szarkofágot találtak eredeti jelekkel és feliratokkal, de itt található számos omiši nemesi család sírja is, melyek közül a legrégebbi 1515-ből való. Itt találták meg a Kačić nemzetségből származó Miroslav gróf 12. századi sírkőlapját is, mely ékes bizonyítéka a több római a bizánci forrásban említett, több kalózkapitányt adó nemzetség létezésének.
- A boraki Szent István templomot 1527-ben említik először, de köztudott, hogy még a török hódítás előtt épült. Homlokzatán a bejárat felett körablak látható a közepén kereszttel, felül a harangtoronyban két harang számára van hely. A torony azonban sérült, így a harang a templom előtti oszlopokon áll.
- A skalicai Kármelhegyi boldogasszony ferences templom 1741 és 1770 között épült szépen faragott kövekből. Előzőleg egy ugyanilyen titulusú, kisebb templom állt itt. Főoltára Zeffirino Grassi munkája a 20. század elejéről. A Szűz Mária oltáron egy kis gótikus 15. századi Szűz Mária szobor áll, melyet valamelyik lebontott omiši templomból hoztak át ide még a ferencesek érkezése előtt. Grassi műve még a Szent Paszkál oltár, a Szent Antal oltárt pedig Pavao Bilinić készítette 1907-ben.
- A Kačić-házat és a kis földszintes malmot a 19. században a Radman család vette birtokba, és nyaralóvá és gazdasági épületkomplexummá alakították.[12] Az épület déli része megőrizte gazdasági jellegét, míg északi része lakóépületként szolgált. A környezetét parkosították és ennek érdekében egy tervezett töltéssel még a Cetina medrét is kiszélesítették. A parkban (amelyben úszómedence, tó és galambdúc is volt) ókori és középkori kőtöredékeket állítottak ki. A Radman család a kőszobrászati alkotások mellett hazai és külföldi mesterek képzőművészeti alkotásait, használati tárgyait, bútorait és fegyvereit is gyűjtötte.
- Az Omis közelében található „Brzet” régészeti lelőhelyet 2004 közepén találták meg az omisi Brzet Szálloda „A” pavilonja előtti játszótér bővítésekor, amikor itt egy szarkofág fedelének egy részét és egy ismeretlen épület falát találták meg. A régészeti feltárások megállapították, hogy egyhajós ókeresztény templomra bukkantak, amely körülbelül 20 m hosszú és északnyugati-délkeleti tájolású. Belsejében egy tágas apszis van, egy subseliával, amelyet az északi részen egy később felállított sír szakít meg. Az északi kereszthajóig két kisebb helyiség található. Keleten a falak az ablak magasságáig megmaradtak, valamint egy teljesen ép padlót is találtak. A templom északi részén a falakat 160 cm magasságig maradtak fenn. Korábbi kutatások egy olyan narthexet is feltártak, amelyből a templomba lehetett belépni. Ennek padlóját, akárcsak a templom hajóját négyszögletes téglákkal borították. A padlószint alatt három szarkofágot is találtak. A berendezésből megtalálták az oltár domborművének egy töredékét, melyet koszorúval övezett kereszttel díszítettek. Teljesen épen megmaradt az egyik belső oszlopfő, egy oszlop és egy ablak keretének töredéke. A többi lelet közül megemlítendő az oltár előépítményének töredéke, számos üveglámpa töredék és késő ókori kerámiák töredékei. A keresztelőkápolna belsejében, a templom délnyugati részén végzett 2011-es kutatás feltárta egy piros és kék színekkel festett keresztelőmedence maradványait. A kereszthajó falán falfestmények maradványai is találhatók. A templom mellett temető található, amelynek területét a jövőbeni régészeti kutatások alapján lehet meghatározni. Brzet környéke az azonos nevű patakról kapta a nevét, ahol korábban malmok működtek, az üdülőtelepülés pedig 1962-ben épült. A korabeli dokumentumok egyetlen, valószínűleg erre az egyházra utaló információt tartalmaznak. S. Kovačić egy 1527-ből származó dokumentumot talált, amely a part mentén álló Szent Eufémia-templomról ír. Alaprajzával, patkó alakú apszisával és díszítőelemeivel (kőszobrok és freskók) a brzeti templom a Brač szigetén levő Lovrečina-öbölben található ókeresztény templomra emlékeztet és az utóbbi évtizedekben felfedezett ókeresztény épületek legfontosabb régészeti lelete Dalmáciában.[13]
- A városból festői kirándulás tehető a Cetina folyó szűk kanyonszerű völgyébe, mely a vadvízi evezők paradicsoma.

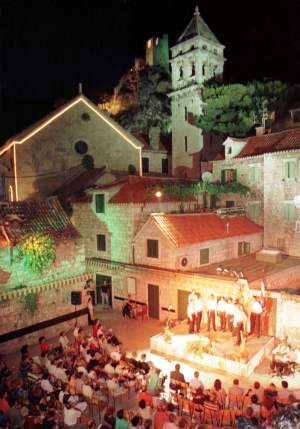
A Dalmát Énekkarok Fesztiválja

## Gazdaság
A város fontosabb ipari üzemei a Cetina tésztagyár, a Galeb fehérneműgyár, az Omial üzem, a Franjo Kluz nyomda. Rajtuk kívül a lakosság fő megélhetési forrása a turizmus.

## Oktatás
A város alapiskolája a Josip Pupačić alapiskola, középiskolája a Jure Kaštelan középiskola.

## Kultúra
- A város legfontosabb kulturális rendezvényei a Dalmát Énekkarok Fesztiválja, az Almissa Open Air művészeti fesztivál, melyet minden év augusztusában tartanak, a Ludi Skokovi nyári fesztivál, az Omiši gitárfesztivál, a Gusarska bitka és a Gusarska većeri kalóz hagyományőrző rendezvények
- Fontosabb kulturális intézmények: a városi múzeum, a kulturális központ, a zeneiskola és a városi könyvtár.
- Jelentősebb kulturális egyesületei a városi énekkar, az Omiš, a Smilje, a Puntari és a Roko énekkarok, az Omiši Népi Hagyományőrző Egyesület, az ADOmiš csillagászati egyesület és a Male Žice egyesület.

## Sport
A város jelentősebb sportegyesületei a Gorčina bocsaklub, az Omiš vízilabdaklub, az Omiš labdarúgóklub, az Omiš cselgáncsklub, a Galeb kosárlabdaklub, az Omiš atlétikai klub, az Anta Stanić karate-kickboxklub, a Studenac női kosárlabdaklub, az Omiš kispályás labdarúgóklub, a Cetina vadvízi evezősklub, a Gusar hosszútávúszóklub, az Omiš sakk-klub, a Ruskamen-Lokva Rogoznica búvárklub és az AK Oneum Omiš autósklub. A város minden évben megrendezi az omiši úszómaratont.

## A város szülöttei
- Josip Pupačić – költő
- Vatroslav Mimica – filmrendező
- Sergije Mimica – rendező
- Anđelko Marušić "Ferata" – labdarúgó
- Jure Kaštelan – költő, akadémikus
- Anđelko Novaković – publicista, költő
- Joko Knežević – festő és szobrász
- Milovan Stanić – festő
- Ruta Knežević – ruhatervező
- Kažimir Hraste – festő
- Ivo Baučić, – demográfus
- Ante Baučić – a horvát hajóépítés felügyelője
- Nadan Vidošević – Kraš elnöke
- Neven Mimica – a Szábor alelnöke
- Božo Mimica – irodalmár
- Nikola Kuvačič prof.dr – közgazdász
- Žarko Domjan – a szábor első elnöke a függetlenség kikiáltása után
- Ante Klarić – horvát katona
- Ivica Križanac – labdarúgó
- Baucho – Szaxofonista

## Testvértelepülések
- Rjazany, Oroszország
- Dixmuide, Belgium
- Zagorje ob Savi, Szlovénia
- Nepomuk, Csehország
- Haviřov, Csehország
- Bol, Horvátország
- San Felice del Molise, Olaszország
- Poprád, Szlovákia

## Galéria
- A Szent Mihály plébániatemplom
- A Szent Péter templom
- A Cetina hídja Omišnál
- A város éjszakai látképe
- A Mirabela erőd
- Omiš főutcája
- A Cetina torkolata
- Az omiši riviéra látképe